# Miljenko Horvat
Miljenko Horvat (Varaždin, 1935. – Zagreb, 2012.), hrvatski avangardni i multimedijski umjetnik, arhitekt, pjesnik, fotograf i slikar.

## Životopis
Rodio se u Varaždinu 1935. godine, a slikati je počeo od rane dobi. Tijekom studija arhitekture u Zagrebu postao je članom avangardne umjetničke grupe Gorgona. Po završetku studija arhitekture 1962. seli u Pariz, a 1966. u Kanadu.
Horvatova djela nalaze se u mnogim javnim i privatnim zbirkama: The Musée national des beaux-arts du Québec; Canada Council Art Bank; Musée des beaux-arts de Sherbrooke; Spencer Museum of Art; Zbirka Marinka Sudca, Zagreb, itd.
Izlagao je na preko 150 izložbi. Bio je aktivan kao kustos, dizajner i kolekcionar. Pisao je i objavljivao poeziju na engleskom jeziku. Njegovi su crteži objavljeni u nekoliko zbirki poezije kanadskog pjesnika Alexisa Lefrançoisa.
Pred kraj života vratio se u Zagreb, gdje je i umro 2012. godine.

## Vanjske poveznice
- miljenkohorvat.com  Arhivirana inačica izvorne stranice od 7. veljače 2017. (Wayback Machine)